# غونتر دروز
غونتر دروز (بالألمانية: Günter Drews)‏ هو لاعب كرة قدم ألماني في مركز الوسط، ولد في 9 يوليو 1967 في برلين في ألمانيا. شارك مع منتخب ألمانيا تحت 21 سنة لكرة القدم. أما مع النوادي، فقد لعب مع باير 04 ليفركوزن وغرويتر فورت ونادي بيلينزونا ونادي نورنبرغ وهانوفر 96.

## وصلات خارجية
- غونتر دروز على موقع قاعدة بيانات كرة القدم.إي يو (الإنجليزية)
- غونتر دروز على موقع بيانات كرة القدم. دي إي (الألمانية)